# Bilibino
Bilibino (en russe : Билибино) est une ville du district autonome de Tchoukotka, en Russie. Sa population s'élevait à 5 506 habitants en 2022. La ville est le centre administratif du district de Bilibino.

## Géographie
Bilibino est située au nord-est de la Sibérie, à la confluence des rivières Karalveïem et Bolchoï Keperveïem, dans le bassin de la Kolyma. Elle se trouve à 615 km au nord-ouest d'Anadyr et à 5 632 km de Moscou.

## Histoire
La construction de Bilibino débuta en 1955 et elle acquit le statut de ville en 1993. Elle a été baptisée en mémoire du géologue russe Iouri Bilibine (1901-1952).
La ville abrite la centrale nucléaire terrestre la plus septentrionale au monde, mise en service en 1976, qui sera fermée entre 2021 et 2025 (selon les réacteurs),.

## Population
Recensements (*) ou estimations de la population
| 1959* | 1970*  | 1979*  | 1989*  | 1996  | 1998  |
| ----- | ------ | ------ | ------ | ----- | ----- |
| 635   | 10 693 | 12 711 | 15 558 | 9 300 | 8 600 |

| 2000  | 2001  | 2002* | 2003  | 2004  | 2005  |
| ----- | ----- | ----- | ----- | ----- | ----- |
| 7 700 | 7 500 | 6 181 | 6 200 | 5 900 | 5 823 |

| 2006  | 2007  | 2008  | 2009  | 2010* | 2011  |
| ----- | ----- | ----- | ----- | ----- | ----- |
| 5 717 | 5 693 | 5 640 | 5 453 | 5 506 | 5 500 |

| 2012  | 2013  | 2014  | 2015  | 2016  | 2017  |
| ----- | ----- | ----- | ----- | ----- | ----- |
| 5 486 | 5 451 | 5 588 | 5 592 | 5 453 | 5 348 |

| 2018  | 2019  | 2020  | 2021  | 2022  | - |
| ----- | ----- | ----- | ----- | ----- | - |
| 5 292 | 5 319 | 5 516 | 5 366 | 5 506 | - |

## Économie
L'extraction d'or est l'une des seules industries restées actives en Tchoukotka, depuis la dislocation de l'Union soviétique. Les principales mines sont situées autour de la ville de Bilibino. Elles sont exploitées uniquement en été et on ne peut y accéder que par hélicoptère. Les réserves sont immenses, estimées par le gouvernement américain à environ 2 000 tonnes dans l'ensemble de l'Extrême-Orient russe.